# Kallinik I (patriarcha Konstantynopola)
Kallinik I, również Kalinik I, gr. Καλλίνικος [Kallinikos] (zm. 705 w Rzymie) – patriarcha Konstantynopola w latach 693–705, święty Kościoła prawosławnego.

## Życiorys
Zanim został patriarchą, Kallinik był kapłanem w kościele św. Bogurodzicy w Blachernach, jednym z najważniejszych świątyń Konstantynopola. Po śmierci patriarchy Pawła III został wyniesiony na tron patriarszy.
Wkrótce po objęciu urzędu, Kallinik wszedł w ostry spór z cesarzem Justynianem II, który podczas rozbudowy pałacu cesarskiego polecił zburzyć cerkiew św. Bogurodzicy w Blachernach.
W 695 r. uzurpator Leoncjusz obalił Justyniana II i skazał na wygnanie w Chersonezie. Kallinik zgodził się wtedy koronować Leoncjusza na cesarza, koronował także kolejnego cesarza, Tyberiusza III. Dziesięć lat później Justynian przy pomocy wojsk bułgarskich chana Terweła powrócił do władzy, rozkazał oślepić Kallinika, odciąć mu język i nos (dlatego dostał przydomek Krótkonosy'), a następnie zamurować żywcem. Gdy po czterdziestu dniach mur rozebrano, Kallinik żył jeszcze, zmarł jednak kilka dni później.
Na polecenie papieża Jana VI Kallinik został pochowany w kościele Świętych Apostołów w Rzymie. Istnieje legenda, zgodnie z którą stało się to za sprawą Świętych Piotra i Pawła, którzy ukazali się papieżowi we śnie i poprosili o należyty pochówek dla zmarłego patriarchy.

## Kult
Kallinik został ogłoszony świętym prawosławnym, a jego święto obchodzone jest 23 sierpnia według kalendarza juliańskiego a 5 września według obowiązującego kalendarza gregoriańskiego.